# Andrejs Štolcers
Andrejs Štolcers est un footballeur letton né le 8 juillet 1974 à Riga. Il évolue au poste de milieu de terrain.

## Biographie

### En sélection
Il participe à l'Euro 2004 avec l'équipe de Lettonie. 
Il dispute 81 rencontres et marque 7 buts avec la Lettonie de 1994 à 2005.

## Carrière
- Olimpija Riga (1992-1994)
- Skonto Riga (1996-1997)
- Chakhtior Donetsk (1997-2000)
- Spartak Moscou (2000)
- Fulham (2000-2004)
- Yeovil Town (2004-2005)
- FK Bakou (2005-2006)
- Skonto Riga (2006-2007)
- Olimps Riga (2007-2009)
- Bath City (2009-2010)
- Hayes & Yeading United (2010)

## Palmarès
- Champion de Lettonie en 1996 et 1997 avec le Skonto Riga